# Stonemyia volutina
Stonemyia volutina foi uma espécie de mosca da família Tabanidae.
Foi endémica dos Estados Unidos da América.